# Karel Zouhar
Karel Zouhar (21. ledna 1917 Rudice – 14. března 1985 Anglie) byl český pilot Royal Air Force v období druhé světové války.

## Život

### Před druhou světovou válkou
Karel Zouhar se narodil 21. ledna 1917 v Rudici na Blanensku jako poslední z jedenácti dětí rolníka Františka Zouhara a jeho ženy Josefy. Obecnou školu vychodil v rodné obci, měšťanskou v Jedovnicích, v Adamově se vyučil řezníkem a jako takový se poté opět v rodné obci živil. Prezenční vojenskou službu nastoupil v roce 1937 v Brně, následně sloužil v Praze, u leteckého útvaru v Prostějově a poté opět v Praze. Stal se armádním pilotem.

### Druhá světová válka
Po německé okupaci v březnu 1939 opustil Karel Zouhar ilegálně Protektorát Čechy a Morava a odešel do Polska, kde se přihlásil do zde vznikající československé zahraniční jednotky. Po pádu Polska v září 1939 ustoupil společně s dalšími do Rumunska a poté se přes Sýrii přesunul do Francie. Zde prodělal další letecký výcvik bitvy o Francii se nezapojil. Po jejím pádu v červnu 1940 se evakuoval do Spojeného království. Zde byl přijat do Royal Air Force a po výcviku začal působit ve stíhacích perutích. Mezi prosincem 1940 a červencem 1941 odlétal první operační turnus u 111. perutě, od listopadu 1942 do června 1944 druhý turnus u 310. československé perutě a od září 1944 do konce války třetí turnus u 313. československé perutě. Pouze jednou byl lehce raněn. Dosáhl hodnosti nadporučíka.

### Po druhé světové válce
Karel Zouhar se do Československa vrátil 13. července 1945. Po povýšení do hodnosti štábního kapitána byl z armády propuštěn. Po krátkém pobytu v rodné Rudici a seznání, že poměry ve vlasti se ubírají špatným směrem, odešel opět do Spojeného království. Začal pracovat v pneuservisu v Ashbourne, kde se seznámil i se svou budoucí manželkou Jean Spencerovou. Manželům se v roce 1951 narodila dcera Jane. Rodnou Rudici navštívil během uvolňování poměrů v roce 1967 u příležitosti sjezdu tamních rodáků. Zemřel 14. března 1985 na rakovinu tlustého střeva.

## Rodina
Během druhé světové války byli krátce internováni bratři Josef a Oldřich. Oldřich Zouhar byl i rok vězněn komunistickým režimem.

## Ocenění

### Vyznamenání
- 1942 Československá medaile Za chrabrost před nepřítelem
- Řád Bílého lva za vítězství

### Posmrtná ocenění
- Karel Zouhar byl in memoriam povýšen do hodnosti plukovníka